# NK Mura
NK Mura foi uma equipe eslovena de futebol com sede em Murska Sobota. Disputava a primeira divisão da Eslovênia (Campeonato Esloveno de Futebol).
Seus jogos eram mandados no Fazanerija, que possui capacidade para 3.782 espectadores.
Após a sua extinção foi criado o ND Mura 05 que continuou o legado do NK Mura, mas que em 2013 seria também extinto. A partir dessa data as cores de Murska Sobota passaram a ser representadas pelo novo NŠ Mura.

## História
O NK Mura foi fundado em 1924.